# Мельница для перца

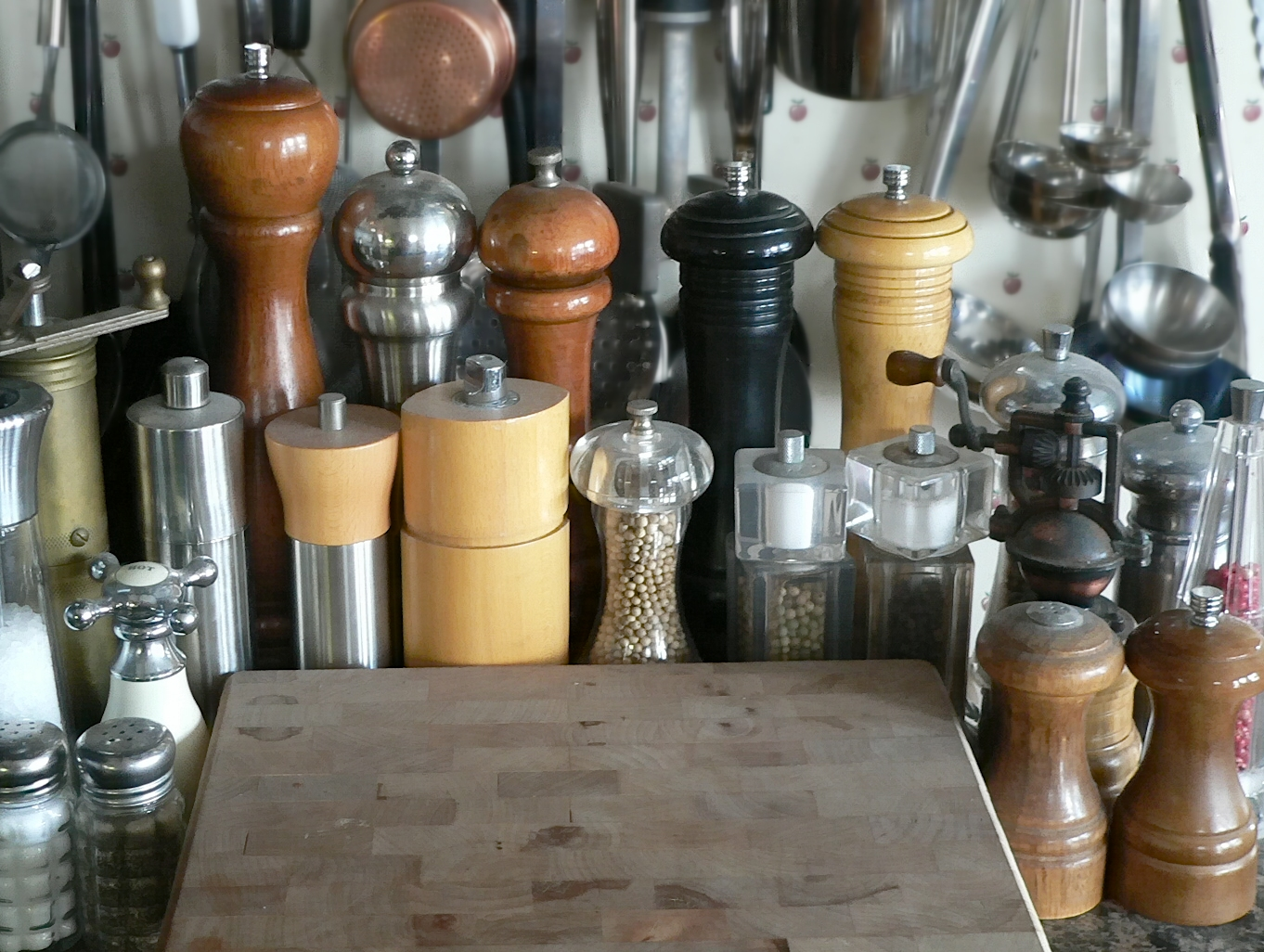
Мельницы для перца

Мельница для перца (перцемолка) — кухонная утварь, предназначенная для размола горошкового перца, иногда поваренной соли.
Обычно корпус мельницы для перца имеет вид цилиндра или бочонка и изготовлен из дерева, стали, пластика или стекла. В нижней части мельницы размещаются два жернова из стали или керамики. Один из жерновов-фрез является неподвижным, а второй приводится в движение рукояткой. Перец засыпается в верхнюю часть мельницы через открывающееся окно в крышке. Мельница для перца может иметь специальное устройство для регулирования величины размола перца. Для сохранения аромата рекомендуется размалывать непосредственно перед употреблением, над подставленной тарелкой.